# India a 2004. évi nyári olimpiai játékokon
India a görögországi Athénban megrendezett 2004. évi nyári olimpiai játékok egyik részt vevő nemzete volt. Az országot az olimpián 14 sportágban 73 sportoló képviselte, akik összesen 1 érmet szereztek.

## Érmesek
| Érem  | Versenyző                     | Sportág       | Versenyszám      |
| ----- | ----------------------------- | ------------- | ---------------- |
| Ezüst | Rádzsajavardhan Szingh Ráthod | Sportlövészet | Férfi dupla trap |

## Asztalitenisz
Férfi
| Versenyző           | Versenyszám | 64-es főtábla                                              | 48-as főtábla                              | 32-es főtábla     | Nyolcaddöntő      | Negyeddöntő       | Elődöntő          | Döntő             | Helyezés |
| Versenyző           | Versenyszám | Ellenfél Eredmény                                          | Ellenfél Eredmény                          | Ellenfél Eredmény | Ellenfél Eredmény | Ellenfél Eredmény | Ellenfél Eredmény | Ellenfél Eredmény | Helyezés |
| ------------------- | ----------- | ---------------------------------------------------------- | ------------------------------------------ | ----------------- | ----------------- | ----------------- | ----------------- | ----------------- | -------- |
| Csarat Kamal Asanta | Egyes       | Mohammed Búdzsádzsa (ALG) · 11-4, 12-10, 11-6, 11-13, 11-7 | Ko Lai Chak (HKG) · 9-11, 5-11, 9-11, 6-11 | kiesett           | kiesett           | kiesett           | kiesett           | kiesett           | 33.      |

Női
| Versenyző  | Versenyszám | 64-es főtábla                                     | 48-as főtábla     | 32-es főtábla     | Nyolcaddöntő      | Negyeddöntő       | Elődöntő          | Döntő             | Helyezés |
| Versenyző  | Versenyszám | Ellenfél Eredmény                                 | Ellenfél Eredmény | Ellenfél Eredmény | Ellenfél Eredmény | Ellenfél Eredmény | Ellenfél Eredmény | Ellenfél Eredmény | Helyezés |
| ---------- | ----------- | ------------------------------------------------- | ----------------- | ----------------- | ----------------- | ----------------- | ----------------- | ----------------- | -------- |
| Mouma Dász | Egyes       | Nanthana Khamvong (THA) · 6-11, 7-11, 3-11, 10-12 | kiesett           | kiesett           | kiesett           | kiesett           | kiesett           | kiesett           | 49.      |

## Atlétika
Férfi
| Versenyző  | Versenyszám | Előfutam | Előfutam | Előfutam | Elődöntő | Elődöntő | Elődöntő | Döntő   | Döntő    |
| Versenyző  | Versenyszám | Idő      | Hely.    | Össz.    | Idő      | Hely.    | Össz.    | Idő     | Helyezés |
| ---------- | ----------- | -------- | -------- | -------- | -------- | -------- | -------- | ------- | -------- |
| K. M. Binu | 400 m       | 45,48    | 3.       | 13.      | 45,97    | 6.       | 19.      | kiesett | kiesett  |

| Versenyző           | Versenyszám   | Selejtező                | Selejtező                | Döntő    | Döntő    |
| Versenyző           | Versenyszám   | Eredmény                 | Helyezés                 | Eredmény | Helyezés |
| ------------------- | ------------- | ------------------------ | ------------------------ | -------- | -------- |
| Bahadur Szingh      | Súlylökés     | érvényes kísérlet nélkül | érvényes kísérlet nélkül | kiesett  | kiesett  |
| Vikász Gauda        | Diszkoszvetés | 61,39 m                  | 14.                      | kiesett  | kiesett  |
| Anil Kumár Szangvan | Diszkoszvetés | érvényes kísérlet nélkül | érvényes kísérlet nélkül | kiesett  | kiesett  |

Női
| Versenyző                                                              | Versenyszám     | Előfutam | Előfutam | Előfutam | Negyeddöntő | Negyeddöntő | Negyeddöntő | Elődöntő | Elődöntő | Elődöntő | Döntő   | Döntő    |
| Versenyző                                                              | Versenyszám     | Idő      | Hely.    | Össz.    | Idő         | Hely.       | Össz.       | Idő      | Hely.    | Össz.    | Idő     | Helyezés |
| ---------------------------------------------------------------------- | --------------- | -------- | -------- | -------- | ----------- | ----------- | ----------- | -------- | -------- | -------- | ------- | -------- |
| Szaraszvati Dej-Szaha                                                  | 200 m           | 23,43    | 5.       | 33.*     | kiesett     | kiesett     | kiesett     | kiesett  | kiesett  | kiesett  | kiesett | kiesett  |
| Száti Gíta K. M. Bínamol Csitra K. Szomán Radzsvinder Kaur Mandíp Kaur | 4 × 400 m váltó | 3:26,89  | 3.       | 6.       |             |             |             |          |          |          | 3:28,51 | 7.       |

| Versenyző                     | Versenyszám   | Selejtező | Selejtező | Döntő    | Döntő    |
| Versenyző                     | Versenyszám   | Eredmény  | Helyezés  | Eredmény | Helyezés |
| ----------------------------- | ------------- | --------- | --------- | -------- | -------- |
| Bóbi Alojsziusz               | Magasugrás    | 185 cm    | 28.**     | kiesett  | kiesett  |
| Andzsu Bóbi Dzsórdzs          | Távolugrás    | 669 cm    | 8.        | 683 cm   | 5.       |
| Szíma Antil                   | Diszkoszvetés | 60,64 m   | 14.       | kiesett  | kiesett  |
| Nílam Dzsaszvant Szingh Dogra | Diszkoszvetés | 60,26 m   | 17.       | kiesett  | kiesett  |
| Harvant Kaur                  | Diszkoszvetés | 60,82 m   | 13.       | kiesett  | kiesett  |

| Versenyző                   | Versenyszám | 100 m gát | 100 m gát | Magasugrás | Magasugrás | Súlylökés | Súlylökés | 200 m | 200 m | Távolugrás | Távolugrás | Gerelyhajítás | Gerelyhajítás | 800 m   | 800 m | Végeredmény | Végeredmény |
| Versenyző                   | Versenyszám | Idő       | Pont      | Eredmény   | Pont       | Eredmény  | Pont      | Idő   | Pont  | Eredmény   | Pont       | Eredmény      | Pont          | Idő     | Pont  | Pont        | Helyezés    |
| --------------------------- | ----------- | --------- | --------- | ---------- | ---------- | --------- | --------- | ----- | ----- | ---------- | ---------- | ------------- | ------------- | ------- | ----- | ----------- | ----------- |
| Szoma Biszvasz              | Hétpróba    | 13,86     | 998       | 170 cm     | 855        | 12,01 m   | 662       | 24,50 | 933   | 592 cm     | 825        | 44,84 m       | 760           | 2:12,27 | 932   | 5965        | 24.         |
| Dzsávúr Dzsagadísappa Sóbha | Hétpróba    | 13,53     | 1046      | 167 cm     | 818        | 12,52 m   | 696       | 23,41 | 1038  | 636 cm     | 962        | 44,36 m       | 751           | 2:17,28 | 861   | 6172        | 11.         |

* - egy másik versenyzővel azonos időt/eredményt ért el

## Birkózás

### Férfi
Kötöttfogású
| Versenyző     | Versenyszám | Csoportkör                                                                 | Csoportkör | Negyeddöntő       | Elődöntő          | Bronz- mérkőzés   | Döntő             | Helyezés |
| Versenyző     | Versenyszám | Ellenfél Eredmény                                                          | Hely.      | Ellenfél Eredmény | Ellenfél Eredmény | Ellenfél Eredmény | Ellenfél Eredmény | Helyezés |
| ------------- | ----------- | -------------------------------------------------------------------------- | ---------- | ----------------- | ----------------- | ----------------- | ----------------- | -------- |
| Mukesz Khatri | 55 kg       | F csoport · Gajdar Mamedalijev (RUS) · 0-3 · Dariusz Jabłoński (POL) · 0-3 | 3.         | kiesett           | kiesett           | kiesett           | kiesett           | 21.      |

Szabadfogású
| Versenyző              | Versenyszám | Csoportkör                                                                          | Csoportkör | Negyeddöntő       | Elődöntő          | Bronz- mérkőzés   | Döntő             | Helyezés |
| Versenyző              | Versenyszám | Ellenfél Eredmény                                                                   | Hely.      | Ellenfél Eredmény | Ellenfél Eredmény | Ellenfél Eredmény | Ellenfél Eredmény | Helyezés |
| ---------------------- | ----------- | ----------------------------------------------------------------------------------- | ---------- | ----------------- | ----------------- | ----------------- | ----------------- | -------- |
| Jogesvar Datt          | 55 kg       | D csoport · Tanabe Csikara (JPN) · 3-4 · Namiq Abdullayev (AZE) · 2-6               | 3.         | kiesett           | kiesett           | kiesett           | kiesett           | 18.      |
| Szusíl Kumár           | 60 kg       | C csoport · Yandro Quintana (CUB) · 0-3 · Ivan Dzsorev (BUL) · 9-0                  | 2.         | kiesett           | kiesett           | kiesett           | kiesett           | 14.      |
| Rames Kumár            | 66 kg       | C csoport · Apósztolosz Taszkúdisz (GRE) · 8-10 · Zsirajr Hovhanniszjan (ARM) · 3-1 | 3.         | kiesett           | kiesett           | kiesett           | kiesett           | 10.      |
| Szudzsít Mán           | 74 kg       | A csoport · Iván Fundora (CUB) · 0-6 · Obata Kunihiko (JPN) · 0-8                   | 3.         | kiesett           | kiesett           | kiesett           | kiesett           | 18.      |
| Anudzs Kumár           | 84 kg       | A csoport · Mádzsid Hodáji (IRI) · 1-5 · Jokojama Hidekazu (JPN) · 5-11             | 3.         | kiesett           | kiesett           | kiesett           | kiesett           | 16.      |
| Pálvinder Szingh Csíma | 120 kg      | A csoport · Artur Taymazov (UZB) · 0-10 · Marek Garmulewicz (POL) · 4-6             | 3.         | kiesett           | kiesett           | kiesett           | kiesett           | 15.      |

## Cselgáncs
Férfi
| Versenyző | Versenyszám | Selejtező         | 32-es főtábla                           | Nyolcaddöntő      | Negyeddöntő       | Elődöntő          | Vigaszág első kör                        | Vigaszág negyeddöntő         | Vigaszág elődöntő | Bronz- mérkőzés   | Döntő             | Helyezés    |
| Versenyző | Versenyszám | Ellenfél Eredmény | Ellenfél Eredmény                       | Ellenfél Eredmény | Ellenfél Eredmény | Ellenfél Eredmény | Ellenfél Eredmény                        | Ellenfél Eredmény            | Ellenfél Eredmény | Ellenfél Eredmény | Ellenfél Eredmény | Helyezés    |
| --------- | ----------- | ----------------- | --------------------------------------- | ----------------- | ----------------- | ----------------- | ---------------------------------------- | ---------------------------- | ----------------- | ----------------- | ----------------- | ----------- |
| Ákram Sah | Légsúly     |                   | Hasbátarín Cagánbátar (MGL) · 0000-1000 |                   |                   |                   | Taraje Williams-Murray (USA) · 1100-0000 | Cshö Minho (KOR) · 0000-1000 | kiesett           | kiesett           |                   | helyezetlen |

## Evezés
Férfi
| Versenyző            | Versenyszám  | Előfutam | Előfutam | Vigaszág | Vigaszág | Elődöntő | Elődöntő | Elődöntő | Döntő | Döntő   | Döntő | Helyezés |
| Versenyző            | Versenyszám  | Idő      | Hely.    | Idő      | Hely.    | Típus    | Idő      | Hely.    | Típus | Idő     | Hely. | Helyezés |
| -------------------- | ------------ | -------- | -------- | -------- | -------- | -------- | -------- | -------- | ----- | ------- | ----- | -------- |
| Poloz Pandari Kunnel | Egypárevezős | 8:00,11  | 5.       | 7:29,47  | 4.       | D/E      | 7:48,38  | 5.       | E     | 7:22,63 | 3.    | 27.      |

## Gyeplabda

### Férfi
| #               | Név                      |         |         |         |         |         |         |         |
| Kapusok         | Kapusok                  | Kapusok | Kapusok | Kapusok | Kapusok | Kapusok | Kapusok | Kapusok |
| --------------- | ------------------------ | ------- | ------- | ------- | ------- | ------- | ------- | ------- |
| 1               | Deves Csauhan            |         |         |         |         |         |         |         |
| 12              | Adrian Dzouza            |         |         |         |         |         |         |         |
| Mezőnyjátékosok |                          |         |         |         |         |         |         |         |
| 3               | Dilip Kumár Tirkej (CSK) |         |         |         |         |         |         |         |
| 4               | Szandíp Szingh           |         |         |         |         |         |         |         |
| 6               | Ignász Tirkej            |         |         |         |         |         |         |         |
| 7               | Prábhdzsot Szingh        |         |         |         |         |         |         |         |
| 8               | Dípak Thakur Szonkhla    |         |         |         |         |         |         |         |
| 9               | Dhanradzs Pillai         |         |         |         |         |         |         |         |
| 10              | Baldzsit Szingh Dhijon   |         |         |         |         |         |         |         |
| 11              | Gagan Adzsit Szingh      |         |         |         |         |         |         |         |
| 14              | Viljem Kszalko           |         |         |         |         |         |         |         |
| 18              | Viren Raszkinha          |         |         |         |         |         |         |         |
| 23              | Ardzsun Halappa          |         |         |         |         |         |         |         |
| 24              | Edem Szinkler            |         |         |         |         |         |         |         |
| 25              | Harpal Szingh            |         |         |         |         |         |         |         |
| 27              | Vikram Pillai            |         |         |         |         |         |         |         |
| Tartalékok      |                          |         |         |         |         |         |         |         |
| Vezetőedző      |                          |         |         |         |         |         |         |         |
|                 | Racs Gerárd              |         |         |         |         |         |         |         |

#### Eredmények
Csoportkör
B csoport
| Csapat                        | M | Gy | D | V | G+ | G– | Gk | P  |
| ----------------------------- | - | -- | - | - | -- | -- | -- | -- |
| Hollandia (NED)               | 5 | 5  | 0 | 0 | 16 | 9  | +7 | 15 |
| Ausztrália (AUS)              | 5 | 3  | 1 | 1 | 14 | 10 | +4 | 10 |
| Új-Zéland (NZL)               | 5 | 3  | 0 | 2 | 13 | 11 | +2 | 9  |
| India (IND)                   | 5 | 1  | 1 | 3 | 11 | 13 | –2 | 4  |
| Dél-afrikai Köztársaság (RSA) | 5 | 1  | 0 | 4 | 9  | 15 | –6 | 3  |
| Argentína (ARG)               | 5 | 0  | 2 | 3 | 8  | 13 | –5 | 2  |

| 2004. augusztus 15. 20:30 | Hollandia (NED)                             | 3–1        | India (IND)       | Játékvezetők: Murray Grime (AUS), Jason McCracken (NZL) |
| 2004. augusztus 15. 20:30 | Eikelboom 2' · de Nooijer 50' · Taekema 54' | (1–0)      | Adzsit Szingh 69' | Játékvezetők: Murray Grime (AUS), Jason McCracken (NZL) |
| 2004. augusztus 15. 20:30 | M. Brouwer 10' Vogels 69'                   | Büntetések | Dzouza 35'        | Játékvezetők: Murray Grime (AUS), Jason McCracken (NZL) |

| 2004. augusztus 17. 18:00 | Dél-afrikai Köztársaság (RSA) | 2–4        | India (IND)                                                              | Játékvezetők: Ray O’Connor (IRL), David Leiper (GBR) |
| 2004. augusztus 17. 18:00 | Nicol 7' · Fulton 12'         | (2–1)      | D. Pillai 27' · Szingh Dhijon 41' · Kumár Tirkej 69' · Adzsit Szingh 70' | Játékvezetők: Ray O’Connor (IRL), David Leiper (GBR) |
| 2004. augusztus 17. 18:00 | Smith 50' Ravenscroft 60'     | Büntetések |                                                                          | Játékvezetők: Ray O’Connor (IRL), David Leiper (GBR) |

| 2004. augusztus 19. 20:30 | Ausztrália (AUS)                                 | 4–3        | India (IND)                                          | Játékvezetők: Henrik Ehlers (DEN), John Wright (RSA) |
| 2004. augusztus 19. 20:30 | Elder 11' · Dwyer 38' · McCann 49' · Brennan 70' | (1–1)      | Thakur Szonkhla 6' · Adzsit Szingh 50' · Halappa 52' | Játékvezetők: Henrik Ehlers (DEN), John Wright (RSA) |
| 2004. augusztus 19. 20:30 | McCann 27' Eglington 48'                         | Büntetések | D. Pillai 65'                                        | Játékvezetők: Henrik Ehlers (DEN), John Wright (RSA) |

| 2004. augusztus 21. 10:30 | India (IND)   | 1–2        | Új-Zéland (NZL)         | Játékvezetők: Ray O’Connor (IRL), Xavier Adell (ESP) |
| 2004. augusztus 21. 10:30 | D. Pillai 62' | (0–0)      | Burrows 36' · Shaw 70+' | Játékvezetők: Ray O’Connor (IRL), Xavier Adell (ESP) |
| 2004. augusztus 21. 10:30 | D. Pillai 54' | Büntetések | Shaw 54'                | Játékvezetők: Ray O’Connor (IRL), Xavier Adell (ESP) |

| 2004. augusztus 23. 20:00 | India (IND)            | 2–2        | Argentína (ARG)  | Játékvezetők: David Gentles (AUS), Peter Elders (NED) |
| 2004. augusztus 23. 20:00 | Adzsit Szingh 33', 60' | (1–0)      | M. Vila 52', 69' | Játékvezetők: David Gentles (AUS), Peter Elders (NED) |
| 2004. augusztus 23. 20:00 | Raszkinha 69'          | Büntetések |                  | Játékvezetők: David Gentles (AUS), Peter Elders (NED) |

Az 5–8. helyért
| 2004. augusztus 25. 20:30 | Pakisztán (PAK)                     | 3–0        | India (IND)  | Játékvezetők: David Leiper (GBR), Amarjit Singh (MAS) |
| 2004. augusztus 25. 20:30 | Aziz 43' · Abbas 59' · Muhammad 68' | (0–0)      |              | Játékvezetők: David Leiper (GBR), Amarjit Singh (MAS) |
| 2004. augusztus 25. 20:30 | Hussain 66'                         | Büntetések | Szinkler 33' | Játékvezetők: David Leiper (GBR), Amarjit Singh (MAS) |

A 7. helyért
| 2004. augusztus 27. 8:30 | Dél-Korea (KOR)                          | 2–5        | India (IND)                                                          | Játékvezetők: Jason McCracken (NZL), Peter Elders (NED) |
| 2004. augusztus 27. 8:30 | Csi Szonghvan 57' · Kang Szongdzsong 58' | (0–4)      | Adzsit Szingh 4', 11' · V. Pillai 15' · P. Szingh 32' · Szinkler 68' | Játékvezetők: Jason McCracken (NZL), Peter Elders (NED) |
| 2004. augusztus 27. 8:30 |                                          | Büntetések | V. Pillai 27'                                                        | Játékvezetők: Jason McCracken (NZL), Peter Elders (NED) |

| Csapat      | Helyezés |
| ----------- | -------- |
| India (IND) | 7.       |

## Íjászat
Férfi
| Versenyző                                        | Versenyszám | Selejtező | Selejtező | 64-es főtábla                                 | 32-es főtábla                          | Nyolcaddöntő                                                                     | Negyeddöntő       | Elődöntő          | Döntő             | Helyezés |
| Versenyző                                        | Versenyszám | Pont      | Kiemelt   | Ellenfél Eredmény                             | Ellenfél Eredmény                      | Ellenfél Eredmény                                                                | Ellenfél Eredmény | Ellenfél Eredmény | Ellenfél Eredmény | Helyezés |
| ------------------------------------------------ | ----------- | --------- | --------- | --------------------------------------------- | -------------------------------------- | -------------------------------------------------------------------------------- | ----------------- | ----------------- | ----------------- | -------- |
| Szatjadev Praszad                                | Egyéni      | 634       | 48.       | Hamano Júdzsi (JPN) (17.) · 155-150           | Ron van der Hoff (NED) (49.) · 158-155 | Im Donghjon (KOR) (1.) · 165-167                                                 | kiesett           | kiesett           | kiesett           | 10.      |
| Tarundíp Rái                                     | Egyéni      | 647       | 32.       | Aléxandrosz Karajeorjíu (GRE) (33.) · 143-147 | kiesett                                | kiesett                                                                          | kiesett           | kiesett           | kiesett           | 43.      |
| Madzshi Szavaijan                                | Egyéni      | 657       | 22.       | Victor Wunderle (USA) (43.) · 128-145         | kiesett                                | kiesett                                                                          | kiesett           | kiesett           | kiesett           | 59.      |
| Szatjadev Praszad Tarundíp Rái Madzshi Szavaijan | Csapat      | 1938      | 10.       |                                               |                                        | Ausztrália (AUS) · David Barnes · Tim Cuddihy · Simon Fairweather (7.) · 236-248 | kiesett           | kiesett           | kiesett           | 11.      |

Női
| Versenyző                                   | Versenyszám | Selejtező | Selejtező | 64-es főtábla                           | 32-es főtábla                                   | Nyolcaddöntő                                                                            | Negyeddöntő                                                                              | Elődöntő          | Döntő             | Helyezés |
| Versenyző                                   | Versenyszám | Pont      | Kiemelt   | Ellenfél Eredmény                       | Ellenfél Eredmény                               | Ellenfél Eredmény                                                                       | Ellenfél Eredmény                                                                        | Ellenfél Eredmény | Ellenfél Eredmény | Helyezés |
| ------------------------------------------- | ----------- | --------- | --------- | --------------------------------------- | ----------------------------------------------- | --------------------------------------------------------------------------------------- | ---------------------------------------------------------------------------------------- | ----------------- | ----------------- | -------- |
| Dola Bonerdzsi                              | Egyéni      | 642       | 13.       | Kirstin Lewis (RSA) (52.) · 131-141     | kiesett                                         | kiesett                                                                                 | kiesett                                                                                  | kiesett           | kiesett           | 52.      |
| Rína Kumári                                 | Egyéni      | 620       | 43.       | Krisztine Eszebua (GEO) (22.) · 153-149 | Csering Cshoden (BHU) (54.) · 134 (+7)-134 (+4) | Yuan Shu-Chi (TPE) (6.) · 148-166                                                       | kiesett                                                                                  | kiesett           | kiesett           | 15.      |
| Szumangala Sarma                            | Egyéni      | 638       | 20.       | Chen Li-Ju (TPE) (45.) · 142-133        | Kirstin Lewis (RSA) (52.) · 153-157             | kiesett                                                                                 | kiesett                                                                                  | kiesett           | kiesett           | 24.      |
| Dola Bonerdzsi Rína Kumári Szumangala Sarma | Csapat      | 1900      | 5.        |                                         |                                                 | Nagy-Britannia (GBR) · Naomi Folkard · Helen Palmer · Alison Williamson (12.) · 230-228 | Franciaország (FRA) · Alexandra Fouace · Bérengère Schuh · Aurore Trayan (13.) · 227-228 | kiesett           | kiesett           | 8.       |

## Ökölvívás
| Versenyző         | Versenyszám  | Selejtező                       | Nyolcaddöntő             | Negyeddöntő       | Elődöntő          | Döntő             | Helyezés |
| Versenyző         | Versenyszám  | Ellenfél Eredmény               | Ellenfél Eredmény        | Ellenfél Eredmény | Ellenfél Eredmény | Ellenfél Eredmény | Helyezés |
| ----------------- | ------------ | ------------------------------- | ------------------------ | ----------------- | ----------------- | ----------------- | -------- |
| Akhil Kumár       | Légsúly      | Jérôme Thomas (FRA) · 16-37     | kiesett                  | kiesett           | kiesett           | kiesett           | 17.      |
| Divakar Praszad   | Harmatsúly   | Hamíd Ait Bígrád (MAR) · 25-17  | Nestor Bolum (NGR) · RSC | kiesett           | kiesett           | kiesett           | 9.       |
| Vidzsender Szingh | Kisváltósúly | Mustafa Karagöllü (TUR) · 20-25 | kiesett                  | kiesett           | kiesett           | kiesett           | 17.      |
| Dzsitender Kumár  | Félnehézsúly | Andrij Fedcsuk (UKR) · RSC      | kiesett                  | kiesett           | kiesett           | kiesett           | 17.      |

RSC - a játékvezető megállította a mérkőzést

## Sportlövészet
Férfi
| Versenyző                     | Versenyszám | Selejtező | Selejtező | Döntő   | Döntő    |
| Versenyző                     | Versenyszám | Pont      | Helyezés  | Pont    | Helyezés |
| ----------------------------- | ----------- | --------- | --------- | ------- | -------- |
| Apinava Bindará               | Légpuska    | 597       | 3.        | 694,6   | 7.       |
| Gagan Narang                  | Légpuska    | 593       | 12.****   | kiesett | kiesett  |
| Manser Szingh                 | Trap        | 115       | 21.***    | kiesett | kiesett  |
| Manavdzsit Szándhu            | Trap        | 116       | 19.*      | kiesett | kiesett  |
| Rádzsajavardhan Szingh Ráthod | Dupla trap  | 135       | 5.        | 179     |          |

Női
| Versenyző                             | Versenyszám           | Selejtező | Selejtező | Döntő   | Döntő    |
| Versenyző                             | Versenyszám           | Pont      | Helyezés  | Pont    | Helyezés |
| ------------------------------------- | --------------------- | --------- | --------- | ------- | -------- |
| Szuma Sirur                           | Légpuska              | 396       | 6.**      | 497,2   | 8.       |
| Andzsáli Ramakanta Vedpathak-Bhagavat | Légpuska              | 393       | 20.*      | kiesett | kiesett  |
| Andzsáli Ramakanta Vedpathak-Bhagavat | Sportpuska, összetett | 575       | 13.**     | kiesett | kiesett  |
| Dípali Despande                       | Sportpuska, összetett | 572       | 19.       | kiesett | kiesett  |

* - egy másik versenyzővel azonos eredményt ért el

** - két másik versenyzővel azonos eredményt ért el

*** - három másik versenyzővel azonos eredményt ért el

**** - öt másik versenyzővel azonos eredményt ért el

## Súlyemelés
Női
| Versenyző                      | Versenyszám | Szakítás                 | Szakítás                 | Lökés    | Lökés    | Összesen | Helyezés |
| Versenyző                      | Versenyszám | Eredmény                 | Helyezés                 | Eredmény | Helyezés | Összesen | Helyezés |
| ------------------------------ | ----------- | ------------------------ | ------------------------ | -------- | -------- | -------- | -------- |
| Namecrakpam Kundzsaráni Devi   | 48 kg       | 82,5                     | 4.*                      | 107,5    | 4.       | 190,0    | 4.       |
| Ding Baidzsan Szanamacsa Csanu | 53 kg       | kizárták                 | kizárták                 | kizárták | kizárták | kizárták | kizárták |
| Karnam Malleszvári             | 63 kg       | érvényes kísérlet nélkül | érvényes kísérlet nélkül | kiesett  | kiesett  | kiesett  | kiesett  |

* - két másik versenyzővel azonos eredményt ért el

## Tenisz
Férfi
| Versenyző                    | Versenyszám | 32-es főtábla                                                 | Nyolcaddöntő                                          | Negyeddöntő                                             | Elődöntő                                                         | Bronz- mérkőzés                                                    | Döntő             | Helyezés |
| Versenyző                    | Versenyszám | Ellenfél Eredmény                                             | Ellenfél Eredmény                                     | Ellenfél Eredmény                                       | Ellenfél Eredmény                                                | Ellenfél Eredmény                                                  | Ellenfél Eredmény | Helyezés |
| ---------------------------- | ----------- | ------------------------------------------------------------- | ----------------------------------------------------- | ------------------------------------------------------- | ---------------------------------------------------------------- | ------------------------------------------------------------------ | ----------------- | -------- |
| Mahes Bhúpati Lijendar Pedzs | Páros       | Egyesült Államok (USA) · Mardy Fish · Andy Roddick · 7-6, 6-3 | Svájc (SUI) · Yves Allegro · Roger Federer · 6-2, 7-6 | Zimbabwe (ZIM) · Wayne Black · Kevin Ullyett · 6-4, 6-4 | Németország (GER) · Nicolas Kiefer · Rainer Schüttler · 2-6, 3-6 | Horvátország (CRO) · Mario Ančić · Ivan Ljubičić · 6-7, 6-4, 14-16 |                   | 4.       |

## Tollaslabda
| Versenyző         | Versenyszám | 32-es főtábla                            | Nyolcaddöntő                        | Negyeddöntő       | Elődöntő          | Bronz- mérkőzés   | Döntő             | Helyezés |
| Versenyző         | Versenyszám | Ellenfél Eredmény                        | Ellenfél Eredmény                   | Ellenfél Eredmény | Ellenfél Eredmény | Ellenfél Eredmény | Ellenfél Eredmény | Helyezés |
| ----------------- | ----------- | ---------------------------------------- | ----------------------------------- | ----------------- | ----------------- | ----------------- | ----------------- | -------- |
| Nikhil Kanetkar   | Férfi egyes | Sergio Llopis (ESP) · 15-7, 13-15, 15-13 | Peter Gade (DEN) · 10-15, 6-15      | kiesett           | kiesett           | kiesett           | kiesett           | 9.       |
| Abhinn Sjam Gupta | Férfi egyes | Pak Theszang (KOR) · 12-15, 0-15         | kiesett                             | kiesett           | kiesett           | kiesett           | kiesett           | 17.      |
| Aparna Popat      | Női egyes   | Michelle Edwards (RSA) · 11-6, 11-3      | Mia Audina (NED) · 11-9, 1-11, 3-11 | kiesett           | kiesett           | kiesett           | kiesett           | 9.       |

## Úszás
Női
| Versenyző    | Versenyszám | Előfutam | Előfutam | Előfutam | Elődöntő | Elődöntő | Elődöntő | Döntő   | Döntő    |
| Versenyző    | Versenyszám | Idő      | Hely.    | Össz.    | Idő      | Hely.    | Össz.    | Idő     | Helyezés |
| ------------ | ----------- | -------- | -------- | -------- | -------- | -------- | -------- | ------- | -------- |
| Sikha Tandon | 50 m gyors  | 27,08    | 7.       | 40.      | kiesett  | kiesett  | kiesett  | kiesett | kiesett  |
| Sikha Tandon | 100 m gyors | 59,70    | 7.       | 46.      | kiesett  | kiesett  | kiesett  | kiesett | kiesett  |

## Vitorlázás
Nyílt
| Versenyző               | Versenyszám        | Futam | Futam | Futam | Futam | Futam | Futam | Futam | Futam | Futam | Futam | Futam | Futam | Futam | Futam | Futam | Futam | Pontszám | Helyezés |
| Versenyző               | Versenyszám        | 1     | 2     | 3     | 4     | 5     | 6     | 7     | 8     | 9     | 10    | 11    | 12    | 13    | 14    | 15    | 16    | Pontszám | Helyezés |
| ----------------------- | ------------------ | ----- | ----- | ----- | ----- | ----- | ----- | ----- | ----- | ----- | ----- | ----- | ----- | ----- | ----- | ----- | ----- | -------- | -------- |
| Maláv Srof Szumít Patel | Könnyű 49-es dingi | 17    | 19    | 18    | 15    | 18    | 19    | 18    | 19    | 19    | 19    | 18    | 19    | 20    | 19    | 17    | 18    | 253      | 19.      |